# 斯托夫比涅
50°4′3″N 33°27′25″E / 50.06750°N 33.45694°E
斯托夫比涅（烏克蘭語：Стовбине），是烏克蘭的村落，位於該國中部波爾塔瓦州，由米爾哥羅德區負責管轄，處於霍穆捷齊河畔，距離波卡佐韋0.5公里，海拔高度132米，2001年人口269。